# Wilfried Scharf
Wilfried Scharf  (Braunau am Inn, 9 de abril de 1955) es un citarista austriaco. Fue profesor de música en la Universidad Privada de Música, Drama y Danza Anton Bruckner (Anton Bruckner Privatuniversität für Musik, Schauspiel und Tanz) de Linz.

## Biografía
Comenzó a formarse musicalmente en su niñez y tras finalizar la escuela, estudió en la Universidad Privada del colegio de la diócesis de Linz (Pädagogische Akademie der Diözese Linz), entre 1974 y 1977. Tras terminar sus estudios, dictó clases de inglés y música en la enseñanza secundaria durante cuatro años. 
Comenzó a estudiar cítara en 1982 con Peter Suibner en el Conservatorio Estatal del Tirol (Tiroler Landeskonservatorium), donde en 1985 aprobó con honores sus estudios. También en 1982 fundó el ensemble Salzburger Saitenklang, conjunto que ha adaptado obras clásicas para arpa, cítara y guitarra.
En 1989 el conservatorio Bruckner comenzó a dictar clases de cítara y Scharf obtuvo una plaza de profesor. Se ha presentado como solista desde fines de los años 1980.
Fue solista con la filarmónica de Viena en el Concierto de Año Nuevo de Viena de 2014 con la interpretación del vals Cuentos de los bosques de Viena de Johann Strauss (hijo), bajo la dirección de Daniel Barenboim.